# Viktorija Sinicina
Viktorija Aleksandrovna Sinicina (in russo Виктория Александровна Синицина?; Mosca, 29 aprile 1995) è una danzatrice su ghiaccio russa che danza dal 2014 insieme a Nikita Kacalapov, con cui ha vinto una medaglia d'argento ai campionati mondiali, un oro ai campionati europei, e una medaglia d'argento alla finale Grand Prix. Ha iniziato a gareggiare nel 2008 insieme al precedente compagno Ruslan Žiganšin.

## Biografia

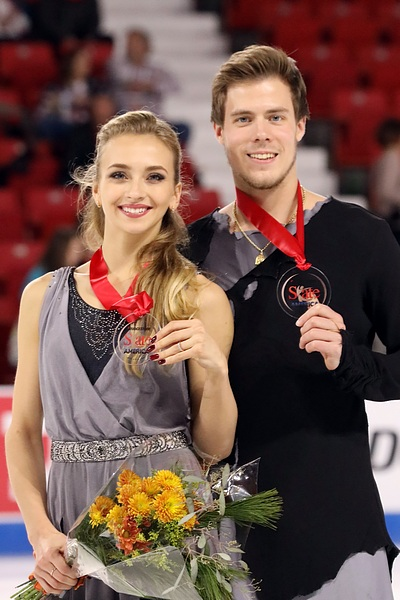
Viktorija Sinicina insieme a Nikita Kacalapov nel 2017.

Sinicina ha iniziato a danzare su ghiaccio nel 2010, essendo stata convinta a dedicarsi a questa disciplina del pattinaggio a causa della sua difficoltà a eseguire i salti. Ha debuttato a livello internazionale nella categoria juniores partecipando, insieme al compagno Ruslan Žiganšin, alla Merano Cup 2008 facente parte del circuito Grand Prix juniores.
Complessivamente, insieme a Žiganšin, Sinicina ha in seguito vinto la medaglia d'argento nella finale Grand Prix juniores 2010-11 e si è poi aggiudicata l'oro nella stagione successiva, raggiungendo il culmine della propria carriera juniores con il titolo mondiale ottenuto ai campionati di Minsk nel 2012. A partire dalla stagione 2012-13 la coppia ha cominciato a competere a livello senior; Sinicina e Žiganšin sono giunti quarti agli Europei di Budapest 2014, successivamente hanno disputato le Olimpiadi di Soči 2014 ottenendo un deludente 16º posto, e infine hanno preso parte ai Mondiali di Saitama 2014 terminando settimi. Conclusi i campionati mondiali, Sinicina e Žiganšin hanno sciolto il loro sodalizio.
A partire dalla stagione 2014-15 Viktorija Sinicina si è quindi unita a Nikita Kacalapov, vincitore di un oro e di un bronzo alle Olimpiadi di Soči 2014. Nel 2019 la coppia ha vinto i campionati russi, prima vittoria dei campionati nazionali per entrambi i pattinatori, e nel corso della stessa stagione Sinicina e Kacalapov hanno guadagnato pure due medaglie d'argento alla finale Grand Prix e ai Mondiali di Saitama 2019, dove si sono piazzati secondi dietro i francesi Papadakis / Cizeron e davanti gli statunitensi Hubbell / Donohue. 
Nel corso dei campionati europei di Graz 2020 Sinicina e Kacalapov riescono a imporsi sulla coppia francese Papadakis / Cizeron vincendo la medaglia d'oro, realizzando il nuovo record personale con 220.42 punti che gli vale il primato per quattordici centesimi di differenza, e interrompendo così cinque anni consecutivi di dominio dello stesso duo francese.

## Palmarès
GP: Grand Prix; CS: Challenger Series; JGP: Junior Grand Prix

### Con Kacalapov
| Internazionali | Internazionali | Internazionali | Internazionali | Internazionali | Internazionali | Internazionali | Internazionali | Internazionali |
| Evento | 2014–15        | 2015–16        | 2016–17        | 2017–18        | 2018–19        | 2019–20        | 2020–21        | 2021–22        |
| --- | -------------- | -------------- | -------------- | -------------- | -------------- | -------------- | -------------- | -------------- |
| Giochi olimpici invernali |                |                |                |                |                |                |                | 2°             |
| Campionati mondiali |                | 9°             |                |                | 2°             | C              | 1°             |                |
| Campionati europei |                | 4°             | 10°            |                | 4°             | 1°             | C              | 1°             |
| GP Final |                |                |                |                | 2°             | 6°             |                | C              |
| GP Cup of China |                |                | 4°             |                |                | 1°             |                |                |
| GP Trophée Eric Bompard |                |                |                |                | 2°             |                |                |                |
| GP NHK Trophy | 7°             |                | 5°             | 4°             |                |                |                | 1°             |
| GP Rostelecom Cup | 4°             | 3°             |                |                |                | 1°             | 1°             | 1°             |
| GP Skate America |                | 2°             |                | 3°             |                |                |                |                |
| GP Skate Canada |                |                |                |                | 2°             |                |                |                |
| CS Denis Ten Memorial |                |                |                |                |                |                |                | R              |
| CS Ice Star |                |                |                | 3°             |                |                |                |                |
| CS Ondrej Nepela Trophy |                |                |                |                | 1°             | 1°             |                |                |
| Shanghai Trophy |                |                |                |                |                | 1°             |                |                |
| Nazionali |                |                |                |                |                |                |                |                |
| Campionati russi | 4°             | 2°             | 3°             | R              | 1°             | 1°             | R              | R              |
| Eventi a squadre |                |                |                |                |                |                |                |                |
| Giochi olimpici invernali |                |                |                |                |                |                |                | 3° S 2° P      |
| World Team Trophy |                |                |                |                | 3° S 2° P      |                | 1° S 1° P      |                |
| TBD = Assegnata; R = Ritirata; C = Evento Cancellato S = Risultato della squadra; P = Risultato personale. Medaglie assegnate solo per il risultato della squadra. |                |                |                |                |                |                |                |                |

### Con Žiganšin
| Internazionali            | Internazionali | Internazionali | Internazionali | Internazionali | Internazionali | Internazionali | Internazionali |
| Evento                    | 2007–08        | 2008–09        | 2009–10        | 2010–11        | 2011–12        | 2012–13        | 2013–14        |
| ------------------------- | -------------- | -------------- | -------------- | -------------- | -------------- | -------------- | -------------- |
| Giochi olimpici invernali |                |                |                |                |                |                | 16°            |
| Campionati mondiali       |                |                |                |                |                |                | 7°             |
| Campionati europei        |                |                |                |                |                |                | 4°             |
| GP Cup of China           |                |                |                |                |                | 6°             |                |
| GP NHK Trophy             |                |                |                |                |                |                | 8°             |
| GP Rostelecom Cup         |                |                |                |                |                | 3°             |                |
| Universiadi               |                |                |                |                |                |                | 3°             |
| Volvo Open Cup            |                |                |                |                |                | 1°             |                |
| Ice Star                  |                |                |                |                |                |                | 2°             |
| Internazionali: Junior    |                |                |                |                |                |                |                |
| Campionati mondiali       |                |                |                |                | 1°             |                |                |
| JGP Final                 |                |                |                | 2°             | 1°             |                |                |
| JGP Austria               |                |                |                | 2°             | 1°             |                |                |
| JGP Croazia               |                |                | 5°             |                |                |                |                |
| JGP Italia                |                | 6°             |                |                |                |                |                |
| JGP Polonia               |                |                |                |                | 1°             |                |                |
| JGP Gran Bretagna         |                |                |                | 2°             |                |                |                |
| JGP U.S.A.                |                |                | 5°             |                |                |                |                |
| NRW Trophy                |                | 2° J           |                |                |                |                |                |
| Nazionali                 |                |                |                |                |                |                |                |
| Campionati russi          |                |                |                |                |                | 5°             | 3°             |
| Campionati russi junior   | 12°            | 7°             | 6°             | R              | 1°             |                |                |
| J = Junior; R = Ritirata  |                |                |                |                |                |                |                |